# Mandó Daliáni
Mandó Adamandia Daliáni-Karambatzáki (en grec moderne : Μαντώ Νταλιάνη-Καραμπατζάκη ; 1920-1996) est une médecin, psychiatre et chercheuse grecque. 

## Biographie

### Jeunesse
Mandó Daliáni est née en Asie mineure dans l'Empire ottoman, dans le village de Palladári, à l'extérieur de la ville de Prussa, l'actuelle Bursa, dans ce qui est aujourd'hui l'ouest de la Turquie. Elle fuit avec ses parents, alors qu'elle n'a que deux ans, lors de la catastrophe de l'Asie mineure, en 1922, pour se réfugier à Thessalonique, en Grèce, où elle grandit. Elle est une élève très assidue à l'école primaire et au lycée. Mandó voulait étudier la médecine et s'inscrit à l'école de médecine d'Athènes, qui est le seul établissement en Grèce où l'on pratique la médecine à cette époque. Elle est admise à l'école en 1938, mais en raison de l'occupation allemande, de 1941 à 1944, ses études sont retardées. Elle termine ses études de médecine en 1947 et devient médecin. En septembre 1945, elle épouse Dimítris Daliánis, également médecin, qu'elle a rencontré pendant ses études de médecine à l'hôpital Sotiria d'Athènes. 

### Prison
Après la Seconde Guerre mondiale et pendant la guerre civile grecque de 1946-1949, elle est accusée d'activités illégales de gauche, arrêtée et incarcérée, le 13 avril 1949 dans la prison Avérof à Athènes, une prison pour femmes où les femmes sont autorisées à amener leurs enfants s'ils ont moins de deux ans. Mandó étant médecin, elle est chargée de s'occuper de la santé des femmes et des enfants de la prison. Elle est libérée au bout de 21 mois sans qu'aucune charge ne soit retenue contre elle.

### Travail de psychiatre et de recherche
En 1955, Mandó déménage avec sa famille en Angleterre puis en 1960 en Suède. Elle travaille comme pédopsychiatre aux Cliniques psychiatriques pour enfants et adolescents (PBU - Psykiatriska Barn- och Ungdomsvården), à Södertälje, puis à Märsta, en Suède, et enfin en 1980, avec le début de la démocratie en Grèce, elle retrouve ses détenus et leurs familles et les interroge sur leur vie de parents emprisonnés. Mandó Daliáni interviewe plus de 100 mères et leurs familles, conjoints, enfants, petits-enfants, soit au total près de 1 000 personnes.
En 1994, elle soutient sa thèse intitulée Les enfants dans la tourmente de la guerre civile grecque 1946-49 : les adultes d'aujourd'hui : une étude longitudinale sur les enfants enfermés avec leur mère en prison à l'Institut Karolinska de Stockholm, en Suède. 
Peu après, en 1996, Mandó Daliáni meurt et le livre intitulé After the War Was Over : Reconstructing the Family, Nation, and State in Greece, édité par Mark Mazower, est publié. Il contient un résumé de la thèse de Mandó Daliáni dans une perspective historique. 
La thèse de Mandó Daliáni est traduite en grec, en 2009 et présentée lors d'une cérémonie au musée Benaki, à Athènes, le 16 février 2010. 